# Louis Ewald
Louis Ewald (* 4. September 1845 in Darmstadt; † 18. Mai 1919 ebenda) war Großherzoglich-hessischer Ministerialrat und Präsident der Oberrechnungskammer.

## Leben
Louis Ewald wurde als Sohn des Politikers Ludwig Ewald (1813–181) und dessen Ehefrau Caroline Henriette Schleiermacher (1818–1889, Tochter des Ludwig Schleiermacher) geboren und wuchs mit seinem jüngeren Bruder August (1849–1924, Physiologe) auf.
Er schlug wie sein Vater eine Laufbahn in der großherzoglichen Verwaltung ein, wurde Finanzakzessist und erhielt am 23. Dezember 1876 die Ernennung zum Ministerialsekretär III. Klasse im Ministerium der Finanzen der Regierung des Großherzogtums Hessen. Im September 1888 kam er als vortragender Rat in die Abteilung Bauwesen und im September 1891 in gleicher Funktion in die Abteilung für Eisenbahnwesen wurde. Dort wurde er am 25. November 1894 mit dem Prädikat Geheimer Oberfinanzrat ausgezeichnet. 
1905 wurde er zum Präsidenten der Großherzoglich-hessischen Oberrechnungskammer ernannt.
Am 15. November wurde er auf eigenen Wunsch in den Ruhestand versetzt. Dabei erhielt er unter Anerkennung seiner Verdienste den Titel „Wirklicher Geheimrat“ mit dem Prädikat „Exzellenz“.

### Öffentliche Ämter
- 1899 Mitglied der Prüfungskommission für das Finanz- und technische Fach
- Vorsitzender des evangelischen Kirchengesangsvereins für Hessen

### Familie
Er war verheiratet mit Maria Frey (1848–1904), Tochter des Generals Georg Frey und der Emilie Schleiermacher (1818–1894, Tochter des Andreas Schleiermacher). Aus der Ehe sind die Kinder Wilhelm (1875–1962, Reichsbahnoberrat), Charlotte (1876–1961), ∞ Robert Cauer (1861–1947, Bildhauer), Walther (* 1878, Farmer in Deutsch Südwest-Afrika) und Anna (1882–1912, ∞ Max Aschenfeldt) hervorgegangen.

### Orden und Auszeichnungen
- 13. Januar 1874 Großkreuz des österreichischen  Franz-Joseph-Ordens
- 12. September 1891 Ritterkreuz I. Klasse des Verdienstordens Philipps des Großmütigen
- 7. April 1897 preußischer Roter Adlerorden III. Klasse
- 25. November 1901  Komtur II. Klasse des Verdienstordens Philipps des Großmütigen
- 1903 Königlicher Kronen-Orden (Preußen) III. Klasse
- 1904 Ritterkreuz I. Klasse des Ludewigs-Ordens für den Vorsitzenden des evangelischen Kirchengesangsvereins für Hessen
- 11. April 1906 Kommandeur des Verdienstordens der Bayerischen Krone
- 1906 Komturkreuz mit Stern des Weimarer Hausordens vom Weißen Falken
- 1906 preußischer Roter Adlerorden II. Klasse
- 25. November 1907  Komtur I. Klasse des Verdienstordens Philipps des Großmütigen